# Safronij (Juščuk)
Safronij (světským jménem: Scjapan Pjatrovič Juščuk; * 11. dubna 1951, Kacelňaja-Bajarskaja) je běloruský duchovní Běloruské pravoslavné církve a arcibiskup mogilevský a mscislaŭský.

## Život
Narodil se 11. dubna 1951 ve vesnici Kacelňaja-Bajarskaja (dnes součást města Brest).
V letech 1969–1971 sloužil v řadách Sovětské armády.
Roku 1982 dokončil Leningradský duchovní seminář a roku 1986 Leningradskou duchovní akademii.
Dne 9. dubna 1987 byl v Žirovickém monastýru postřižen na monacha se jménem Safronij.
Dne 21. dubna 1987 byl rukopoložen na hierodiakona a 20. května na jeromonacha.
Roku 1990 byl povýšen na igumena a o čtyři roky později na archimandritu.
V letech 1990–1994 byl blagočinným Žyrovického monastýru. Roku 1994 byl jmenován představeným Ljadenského monastýru.
Dne 27. prosince 2000 jej Svatý synod zvolil biskupem brestským a kobrynským. Dne 4. února 2001 proběhla v katedrálním chrámu svatého Ducha v Minsku jeho biskupská chirotonie. Hlavním světitelem byl metropolita minský a slucký Filaret (Vachromejev).
Dne 7. října 2002 se stal biskupem mogilevským a mscislaŭským.
Dne 23. srpna 2009 byl před zahájením liturgie v katedrálním chrámu Třech svatých hierarchů v Mogilevu napaden mužem z psychiatrické léčebny, který ho nožem bodl do břicha.
Dne 1. února 2018 byl povýšen na arcibiskupa.